# Jeruzalémské hradby
Jeruzalémské hradby obklopují oblast jeruzalémského Starého Města (cca 1 km²). Byly zbudovány v období vlády Osmanské říše v Izraeli. Stavební práce probíhaly v letech 1535–1538 z rozhodnutí tureckého sultána Sulejmana I. Délka hradeb je 4,018 km, jejich průměrná výška činí 12 metrů a průměrná tloušťka 2,5 metrů. Součástí hradeb je 34 strážných věží a osm bran, kterými se vstupuje do Starého Města. Tyto hradby jsou posledními hradbami, které byly v průběhu let v Jeruzalémě postaveny.
Na hradby je těsně napojena tvrz Davidova věž (blízko Jaffské brány) a také Chrámová hora.
Roku 1981 byly hradby spolu se Starým městem zapsány organizací UNESCO na seznam světového dědictví.

## Historie hradeb
Ve střední době bronzové (v době izraelských patriarchů) bylo na místě dnešního Jeruzaléma vystavěno město pojmenované Jebús, které bylo sice malé, nicméně opevněné. Památky po tomto opevnění, které městu Jebús umožnilo, aby se stalo významným městem, se nacházejí ve Městě Davidově.
Podle židovské tradice, která je vyjádřena v Tanachu, nebyl Jeruzalém dobyt a zůstal jebúsitským městem i při příchodu kmene Juda a Benjamín. Až izraelský král David město ovládl a původní město přestavbou přeměnil v město Davidovo a rozšířil hradby. Město tehdy stálo na malém pahorku, který se nachází mimo dnešní Staré Město. Šalomoun, Davidův syn, zbudoval první Chrám a znovu zvětšil městské hradby tak, aby chránily i Chrámovou horu. V období prvního Chrámu (až do jeho zničení) se pak město spolu s hradbami rozšiřovalo na severozápad, do oblasti, kde se dnes nachází Židovská Čtvrť.
Nehemjáš (Nechemja), který byl perským králem pověřen vést židovské navrátilce z babylonského zajetí, inicioval obnovu a znovu zbudování jeruzalémských hradeb – tyto hradby bývají nazývány „první“. V období druhého Chrámu se pak hradby dočkaly několika přestaveb: Herodes Veliký hradby rozšířil, aby jimi obklopil i východní pahorek – jsou nazývány „druhé“ a patří k nim i věže Fasael, Hippikos a Mariamné. Agrippa I. pak začal se stavbou „třetích hradeb“, avšak za cenu zvyšování daní. Hradby byly dokončeny těsně před vypuknutím první židovské války.

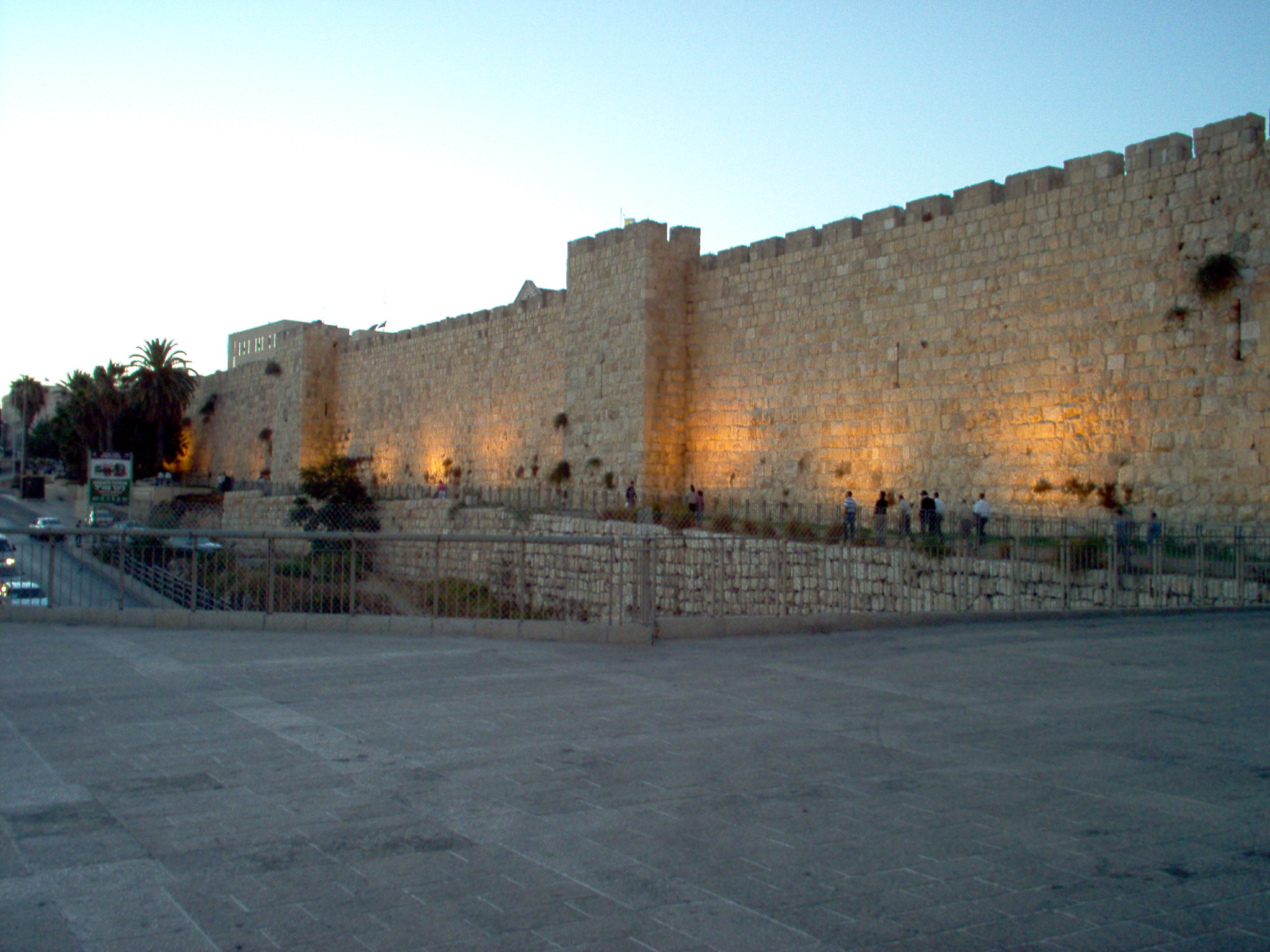
Jeruzalémské hradby blízko Jaffské brány

Po dobytí Jeruzaléma římským vojskem byly zničeny i hradby, které byly obnoveny při výstavbě římského města Aelia Capitolina, které bylo vybudováno na místě zbořeného Jeruzaléma. V obnově se pak pokračovalo i v období arabské nadvlády. Poničené hradby dal na počátku 13. století obnovit sultán al-Malik al-Mu'azzam Ísá, ale záhy, r. 1219, je přikázal zbořit. Sultán Osmanské říše Sulejman I. rozhodl, aby hradby byly znovu zcela obnoveny. Stavba probíhala v letech 1535–1538 a tyto hradby se dochovaly dodnes.
V letech 1948 až 1967, tj. mezi první arabsko-izraelskou a šestidenní válkou, byla napříč městem postavena betonová zeď, která oddělovala východní (jordánský) Jeruzalém od západního (izraelského). Tato zeď však byla odstraněna po sjednocení Jeruzaléma.
V roce 2010 byla vystavěna okolo Jeruzaléma Izraelská bezpečnostní bariéra obklopující Západní břeh Jordánu.